# 愛国 (米)
愛国（あいこく）は、日本産の米の品種である。細かくは早生愛国、中生愛国、晩生愛国など多数の品種がある。明治から昭和初期まで日本の米の三大品種の一つであったが、21世紀現在では酒造のために少量が生産されるのみとなっている。愛国から派生した米品種は多く、その子孫には、銀坊主、陸羽132号、農林1号、農林8号、コシヒカリ、ササニシキ、ひとめぼれなど歴代の人気種が含まれる。この品種の優れた特性を受け継いだ品種は愛国系群として分類され、イネ白菜枯病菌への耐病性に優れ多くの水稲に継承されている。

## 特徴
愛国の特長は、多肥によって収量を多く上げ、病害虫に強く、早生種は冷害にも強い点である。明治時代には亀の尾、神力とともに米の三大品種とされ、1930年代まで東日本で盛んに作られた。味が悪く、他品種より安値をつけるのが欠点であった。また、晩稲の愛国は冷害に弱い欠点があり、これを多く作付けした宮城県中・南部が明治後期と昭和初めに大被害を受けた原因ともなった。大正時代には他の品種に置き換えられて自家消費用に回り、後継品種の農林12号や農林18号の作付け拡大により昭和に入ると急激に減少した。
陸羽20号は、愛国から純系分離されたもので、陸羽20号と亀の尾4号から生まれた陸羽132号が、水稲農林1号を経由してコシヒカリやササニシキの祖となった。
1980年の冷害の被害調査の結果、ササニシキよりコシヒカリとその近隣品種のほうが被害が少なかったことから、コシヒカリの穂ぼらみ期の耐冷性が最強級とわかり、その耐冷性と良質性を両立させた「ひとめぼれ」の育種に成功したが、その耐冷性は「愛国」に由来し、「愛国」は日本の耐冷性品種への主要な遺伝子給源であったことが明らかにされた。

## 歴史
愛国の来歴は、静岡県青市村（現・南伊豆町）の農家高橋安兵衛が明治15年（1882年）に「身上起（しんしょうおこし）」から選出した「身上早生(しんしょうわせ)」とされる（身上起は品質・食味はよくないが多収穫のため栽培農家の暮らしがよくなるという意味で命名された品種）。この身上早生の種子が明治22年（1889年）に静岡県朝日村（現・下田市）の蚕種家外岡由利蔵から宮城県館矢間村（現・丸森町）の同業者本多三学に渡り、篤農家窪田長八郎らが試作し、明治25年（1892年）に、農家の坪刈りに立ち会った郡書記森善太郎らが「愛国」と命名したと伝わる。収量が多く、冷害に強いことから、栽培は東北や北陸など東日本一円に拡大し、戦前までは日本統治下の台湾や朝鮮でも栽培された。愛国の来歴については他の説もあったが、元宮城県古川農業試験場長佐々木武彦の研究により、丸森町舘矢間が発祥の地であると確定し、平成22年(2010年)11月20日には地元農家の寄金による記念碑が建立された。これを受けて2011年に同地で愛国の栽培が復活し、全量が酒造りに使われ、翌2012年に純米酒「賜候（たまわりそうろう）」の名で発売された。
身上早生(のちの愛国)の発祥地である南伊豆町でも、JA青年部会員がシードバンクから種籾を入手して試作を始め、作付面積を広げていった。2014年には種籾を失くした丸岡町に種籾を譲るほどとなり、愛国米の加工品として日本酒「古里凱旋 身上起」を藤枝市の酒蔵で製造し、2015年にロンドンで開かれた「インターナショナル・ワイン・チャレンジ（IWC）」のSAKE部門純米大吟醸・ 純米吟醸の部でブロンズメダルを受賞した。